# Overslag (Zeeland)
Overslag (Zeeuws: D'n Overslag) is het Nederlandse deel van een Belgisch-Nederlands grensdorp, dat zich bevindt in de Zeeuwse gemeente Terneuzen. Het Zeeuws-Vlaamse gedeelde dorp telt 250 inwoners (2023).
Overslag wordt doorsneden door de Belgisch-Nederlandse grens. Het Belgische Overslag, waar zich ook de parochiekerk van het dorp bevindt, behoort tot de gemeente Wachtebeke (provincie Oost-Vlaanderen).

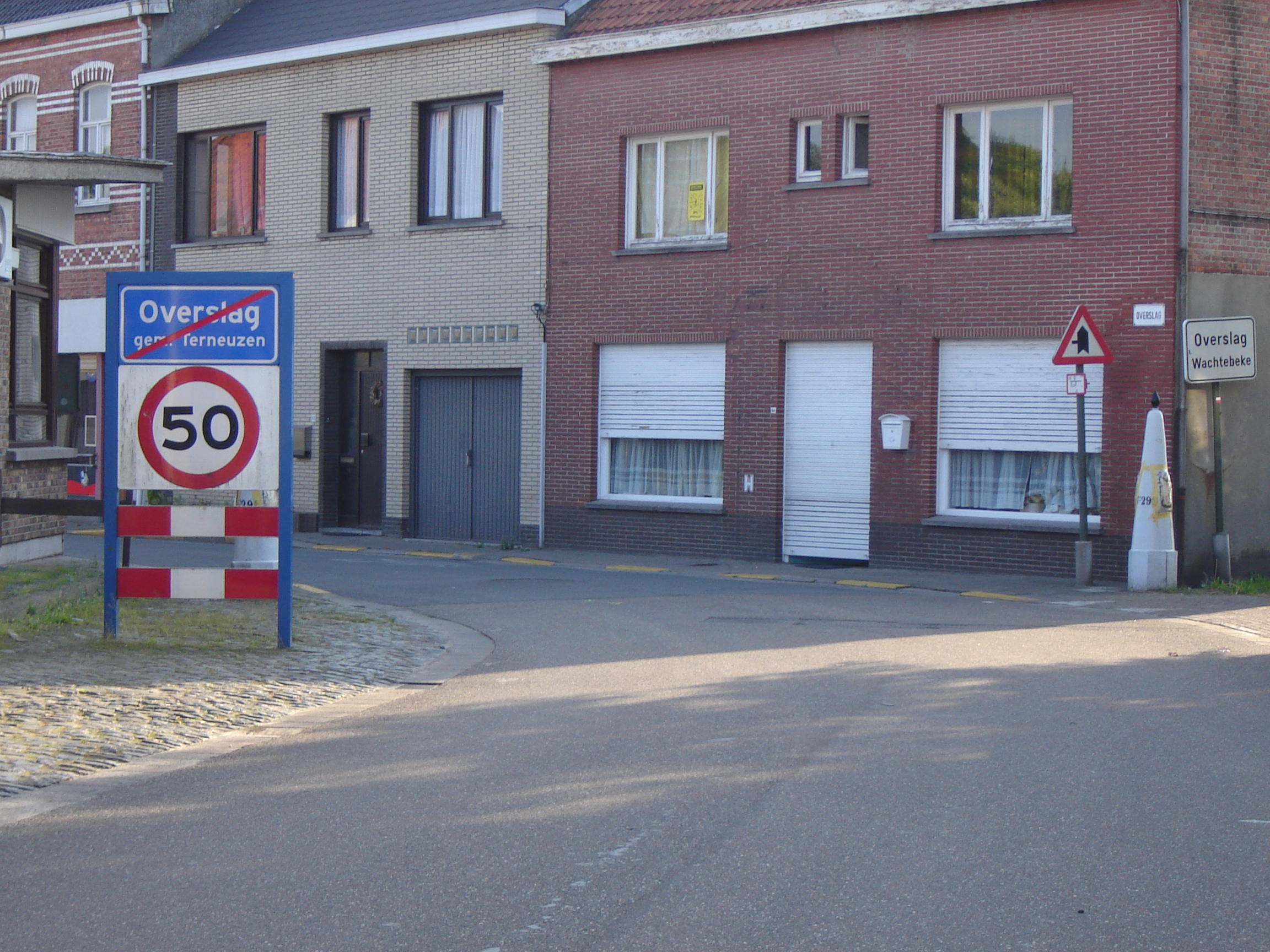
Belgisch-Nederlandse grens met grenspalen

Tot 1970 vormde Overslag een zelfstandige gemeente, en wel de kleinste gemeente van Nederland, slechts bestaande uit de Overslagpolder, de Moerbekepolder en de Varempépolder. Na 1970 behoorde het tot 2003 tot de gemeente Axel, die in dat jaar bij Terneuzen werd heringedeeld. Aan "De Gebuurte" te Overslag bevindt zich de oude molenromp van de Ronde Molen, een beschermd monument.

## Geschiedenis
In de middeleeuwen lag Overslag langs een kreek die vanuit de Honte diep landinwaarts liep en via kanalen met Gent verbonden was. Om overstromingen te vermijden werd de kreek afgedamd ter hoogte van Overslag. Nu moesten de goederen ter hoogte van deze dam overgeslagen worden van de ene boot in de andere, vandaar de naam. In die tijd behoorde Overslag bij de parochie Zuiddorpe. Met de voltooiing van de Sassevaart in 1547, die grotere schepen toeliet om rechtstreeks naar Gent te varen, ging het snel bergaf met Overslag. Na de vrede van Münster in 1648 en het sluiten van de grens tussen de Noordelijke Nederlanden en de Spaanse Nederlanden verloor Overslag zijn handelsfunctie volledig. Een groot deel van de bebouwing van Overslag bevindt zich in België, waar zich tevens de parochiekerk bevindt.

## Natuur en landschap
Overslag ligt aan de rand van een zeekleipoldergebied op een hoogte van ongeveer 2 meter. De polders hebben enkele percelen bos en behoren tot een overgangszone naar het pleistoceen gebied. De Belgisch-Nederlandse grens loopt deels langs de kreek Zoute Vaart, die naar het oosten, op Belgisch grondgebied, overgaat in de Grote Kreek. Het aansluitende Belgische deel behoort tot het Waasland. Dit is zandiger en bosrijker, en kent kleinschaliger percelen.

## Nabijgelegen kernen
Overslag, Zuiddorpe, Westdorpe, Koewacht
Steden: Axel · Biervliet · Philippine · Sas van Gent · Terneuzen

Dorpen: Hoek · Koewacht · Overslag · Sluiskil · Spui · Westdorpe · Zaamslag · Zandstraat · Zuiddorpe

Buurtschappen: Den Abeele · Altena · Axelschestraat · Batterij · Berdelingebuurte (deels) · Boerengat · Bontekoe · Boschdorp · Boschdorp · Bouchauterhaven · Cootjesdorp · De Sluis · Driedijk · Driekwart · Drieschouwen · Driewegen · Eendragt · Het Fort · Fort Ferdinandus · Griete · Hasjesstraat · Haven (deels) · Hazelarenhoek · Het Zand · Hoek van de Dijk · Holleken (deels) · Hoogedijk · Isabellahaven · Kampersche Hoek · Kijkuit · Klein Gent · Knol · De Kraag · Kruispad · Kwakkel · Magrette · Mauritsfort · Molenhoek · De Muis · Nieuwemolen · Nieuwlandse Molen · Othene · Oude Molen · Oude Polder · Paradijs · Passluis · Poonhaven · Posthoorn (deels) · De Put · De Ratte · Reedijk · Reuzenhoek · Rijgerij · Roodesluis · Schaapdijk · Schapenbout · Sint Andries · Steenovens · De Sterre · Stoppeldijkveer (deels) · Stroodorpe · Vaartwijk · Vaatje · Val · Varempé · Waterhuis · Watervliet · Wouterij · Wulpenbek · Zaamslagveer · Zandplaat · Zwartenhoek

Streekje: Tweekwart

Historische plaatsen: Axelsche Sassing · Noordhoek · De Stuiver · Triniteit · Vingerling

Zeeland: Steden en dorpen in Zeeland      Nederland: Provincies · Gemeenten